# なみはやのうた
「なみはやのうた（なみはや国体讃歌）」（なみはやのうた なみはやこくたいさんか）は日本の都道府県の一つ、大阪府で1997年（平成9年）の第52回国民体育大会（なみはや国体）開会式における大阪府旗掲揚時の演奏用に制作された楽曲（体育歌）である。作詞・後藤正治、作曲・鈴木英明。
音源は市販されていないが、関係者に配布された東芝EMI（のちユニバーサルミュージック・EMI Records）製造のCD『第52回国民体育大会開・閉会式 式典音楽使用曲集』（規格品番：PCDZ-1502）が門真市立図書館などの公立図書館に所蔵されており試聴可能である。歌詞と楽譜は『第52回国民体育大会報告書』の巻頭写真特集部分（ページ番号無し）に「府旗等掲揚場面使用曲」として掲載されている。

## 解説
現在の国民体育大会においては開会式の都道府県旗掲揚に際して開催地の都道府県民歌を演奏するのが通例であるが、初の大阪府単独開催となったなみはや国体に合わせて正式な府民歌でなく（後述の知事答弁にあるように）候補としての扱いで制作されたのが本曲である。歌詞の公募などは実施されず、国体実行委員会が作詞・作曲をそれぞれ専門家に依頼して作成されたもので、作詞者の後藤は1989年（平成元年）に大阪体育大学が移転した際に本作と同じ鈴木英明の作曲による2代目学歌を手掛けて以来、2度目の作詞であった。
2005年（平成17年）の大阪府議会9月定例会において太田房江知事は府民歌制定に関する質問に対し
| 「 | （前略）大阪府の歌についてですが、（中略）府民の歌としての位置づけも視野に入れ、平成九年になみはや国体の開催に合わせなみはやのうたを制作いたしました。この歌が広く府民に愛され親しまれるように、来年本府を主会場として開催される全国高等学校総合体育大会を初めとして、府の行事で積極的に活用することを考えております。また、この歌に対する府民の評価も確かめながら、お示しの時期をも考慮し、大阪府の歌について研究をしてまいります。 | 」 |

と答弁しているが、以降に府が開催する行事やイベントにおける演奏実績は確認されず、府民の間でもほとんど存在を知られていない。